# Deutsche Kommission Elektrotechnik Elektronik Informationstechnik
Die DKE  Deutsche Kommission Elektrotechnik Elektronik Informationstechnik in DIN und VDE ist die in Deutschland zuständige Organisation für die Erarbeitung von Standards, Normen und Sicherheitsbestimmungen in den Themenfeldern Elektrotechnik, Elektronik und Informationstechnik. Vorsitzender der Kommission ist seit 2023 Kurt D. Bettenhausen. Er übernahm den Vorsitz von Roland Bent, der das Amt seit 2015 innehatte.
Die vom VDE Verband der Elektrotechnik Elektronik Informationstechnik getragene Organisation ist als Geschäftsbereich des VDE zugleich ein Normenausschuss im Deutschen Institut für Normung.
Als deutsches Mitglied in den internationalen und europäischen Organisationen für die Normung der Elektrotechnik vertritt die DKE die deutschen Interessen bei der Erarbeitung und Weiterentwicklung der Internationalen und Europäischen Normen zum Abbau von Handelshemmnissen und zur weltweiten Öffnung der Märkte.

## Der Auftrag der DKE
Die DKE in DIN und VDE dient als moderne, gemeinnützige Dienstleistungsorganisation der sicheren und rationellen Erzeugung, Verteilung und Anwendung der Elektrizität und so dem Nutzen der Allgemeinheit.
Die DKE ist
- die nationale Organisation für die Erarbeitung von Normen und Sicherheitsbestimmungen in dem Bereich der Elektrotechnik, Elektronik und Informationstechnik in Deutschland
- ein Organ des Deutschen Instituts für Normung (DIN)
- Organ des VDE Verband der Elektrotechnik Elektronik Informationstechnik e. V., das vom VDE getragen wird
- das deutsche Mitglied in der Internationalen Elektrotechnischen Kommission (IEC) in Genf
- das deutsche Mitglied im Europäischen Komitee für elektrotechnische Normung (CENELEC) in Brüssel
- die für Deutschland zuständige Nationale Normungsorganisation (NSO) des Europäischen Instituts für Telekommunikationsnormen (ETSI) in Sophia Antipolis

Die Arbeitsergebnisse der DKE sind integraler Bestandteil des Deutschen Normenwerks. Ihre elektrotechnischen Sicherheitsnormen bilden als VDE-Bestimmungen gleichzeitig das VDE-Vorschriftenwerk.

## Aufgaben
Zu den Aufgaben der DKE zählt unter anderem
- die umfassende Sicherheit elektrotechnischer Produkte und Anlagen sowie der damit verbundenen Dienstleistungen und im Arbeitsschutz
- Sicherstellen der Systemkompatibilität von Produkten und Anlagen in vernetzten Systemen und Anwendungen
- das Zusammenführen des Wissens und der Interessen aller betroffenen Fachkreise sowie Konsensbildung auch in kontrovers diskutierten Sachfragen
- die Vertretung der deutschen Interessen bei der Weiterentwicklung der Internationalen und Europäischen Normen zum Abbau von Handelshemmnissen und zur weltweiten Öffnung der Märkte

## Struktur
Die Richtlinien werden durch den Lenkungsausschuss (LA) mit Vertretern aus der Wirtschaft, der Wissenschaft und der öffentlichen Verwaltung festgelegt. Der Lenkungsausschuss wird von den folgenden Gremien unterstützt:
- Technischer Beirat Internationale und Nationale Koordinierung (TBINK)
- Technischer Beirat ETSI (TBETSI)
- Technischer Beirat Konformitätsbewertung (TBKON)
- Beraterkreis Technologie (BKT)
- Finanzbeirat

Der Technische Beirat Internationale und Nationale Koordinierung repräsentiert ferner das Deutsche Komitee der IEC und des CENELEC, der Beraterkreis Technologie analysiert Normungsfelder im Bereich neuer Technologien und der Finanzbeirat berät den Lenkungsausschuss in Fragen der Finanzierung.